# Gerbeaud Emil
Gerbeaud Emil (eredeti neve Émile Gerbeaud); (Carouge, 1854. február 22. – Budapest, 1919. november 8.) svájci származású budapesti cukrász, chocolatier, azaz csokoládé-készítő mester, csokoládégyáros. Mint csokoládékészítő mester, ő honosította meg Magyarországon a macskanyelvet és a konyakos meggyet.

## Életpályája
A Genffel mára egybeépült Carouge városkában született, Simon Jean François Gerbeaud francia katolikus cukrász és Maria Gros gyermekeként. (Egyes források leegyszerűsítve Genfet jelölik szülőhelyként.) Felesége, Esther Ramseyer, egy Saint-Imier-i csokoládégyáros leánya volt. Kezdetben Németországban, Franciaországban és Angliában dolgozott több nagy cukrászüzletben. 1879-ben Franciaországban, St. Étienne-ben nyitott üzletet. 1884-ben költözött Magyarországra és Kugler Henrik cukrászüzletéhez társult a budapesti Gizella téren (ma Vörösmarty tér). A Városligetben épült Király Pavilon az esemény után Royal Gerbeaud Pavilon néven évtizedekig a budapesti korzó közönségének elegáns találkozóhelye volt. 1886-ban a vállalkozását kisebb csokoládégyárral bővítette. Az első macskanyelv néven forgalomba került csokoládét ő készítette és árusította a cukrászdájában. 150 alkalmazottal dolgozott, sokan csak azért vállaltak munkát a Gerbaudban, hogy a mesternél képezzék tovább magukat. Hírneve az 1896. évi millenniumi kiállításon az egész világot bejárta, ahol bemutatta korszerű csokoládégyártási eljárását is. Zsűritag volt az 1900-as párizsi világkiállításon, ekkor megkapta a francia Becsületrendet.
Az Országos Iparegyesület cukorkagyártási szakosztálya 1903-ban választotta elnökévé. 1904-ben a csokoládégyárat a Duna utcába telepítette át. 1907-ben a nemzetközi sütő- és cukrászipari kiállítás elnöke lett. 1909-ben megvásárolta és korszerűsítette a fiumei csokoládégyárat. A fiumei gyár lehetővé tette a kakaó vámmentes beszerzését és azonnali feldolgozását. 1919-ben pesti és fiumei üzemét a Dohány utcai gyártelepen egyesítette. A Gerbaud név, amivel összekapcsolódott az ott készült konyakos meggy és a macskanyelv híre, fogalommá vált nemcsak Budapesten és az országban, de Európa szerte is.
…amikor még azzal fenyegették a gyereket: »iparosnak adlak, ha nem tanulsz!«, Gerbeaud nyitotta ki a szememet az emberi értékeket illetőleg. Szakácsföveggel a fején, fehér köténnyel fogadott bennünket, ő szolgált ki, és büszkén emlegette, hogy minden ételt ő készített. Büszke volt fehér mezére, akárcsak a tábornok az egyenruhájára, nagyszabású fejedelme az iparnak, nyugat-európai értelemben munkása az országnak villogó szemű francia világfi, az életöröm igenlő művésze aki őserővel tudta élvezni a szépet: falatban, kortyban, virágban és női bájban egyaránt.
A Tanácsköztársaság után bekövetkezett halála után a cukrászdát felesége vezette haláláig, 1940-ig.

## Emlékezete

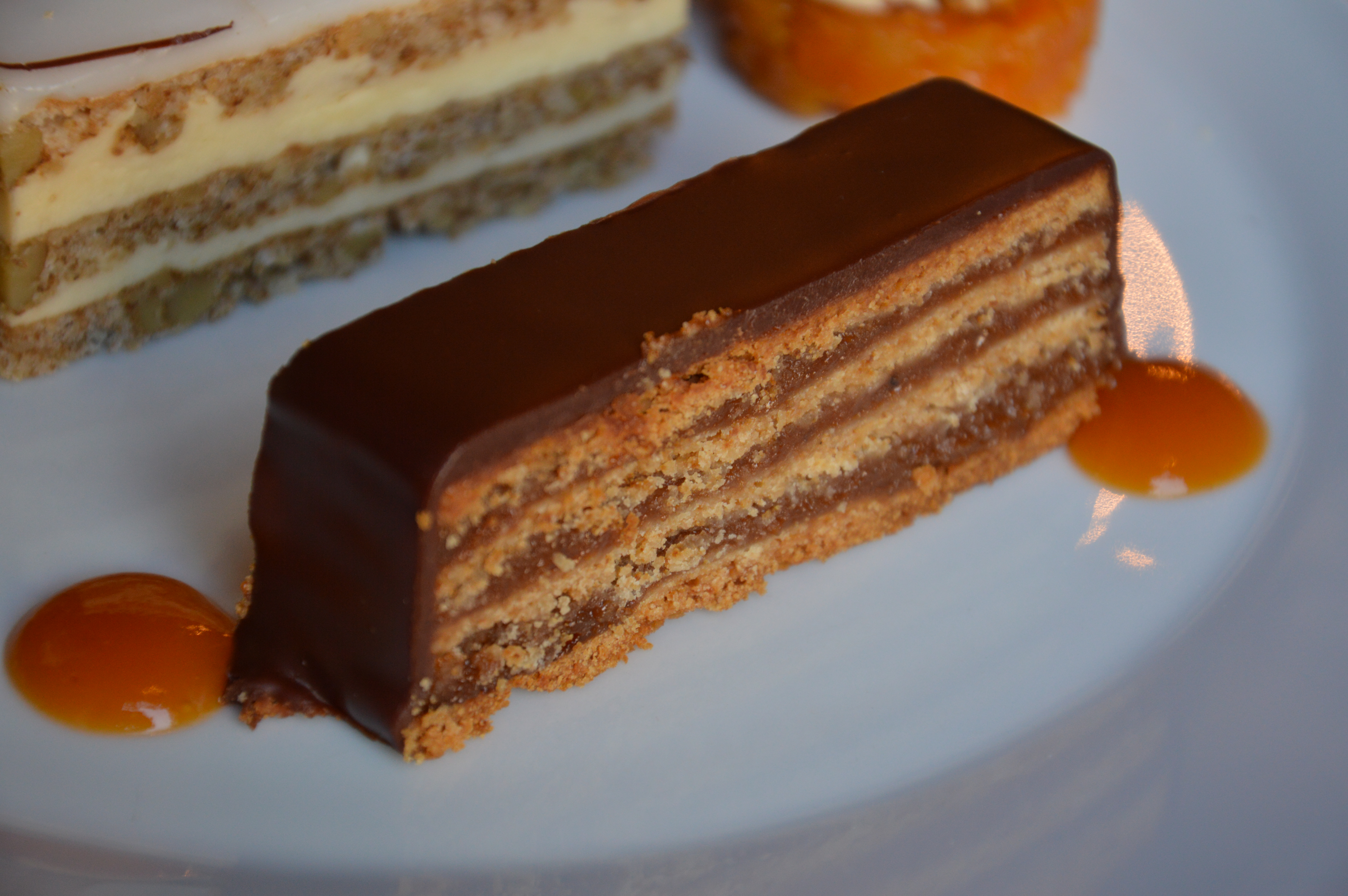
Állítólag a Gerbeaud-házban 1948-tól működő Vörösmarty Cukrászda találmánya volt a híressé vált dió és lekvár kompozíció, tetején csokimázzal, azaz a »zserbó-szelet«, ezt a véleményt azonban nem minden forrás osztja, mindenesetre a klasszikus karácsonyi süteménynek a régi Gerbaud mintakönyvekben valóban nem lelik nyomát.

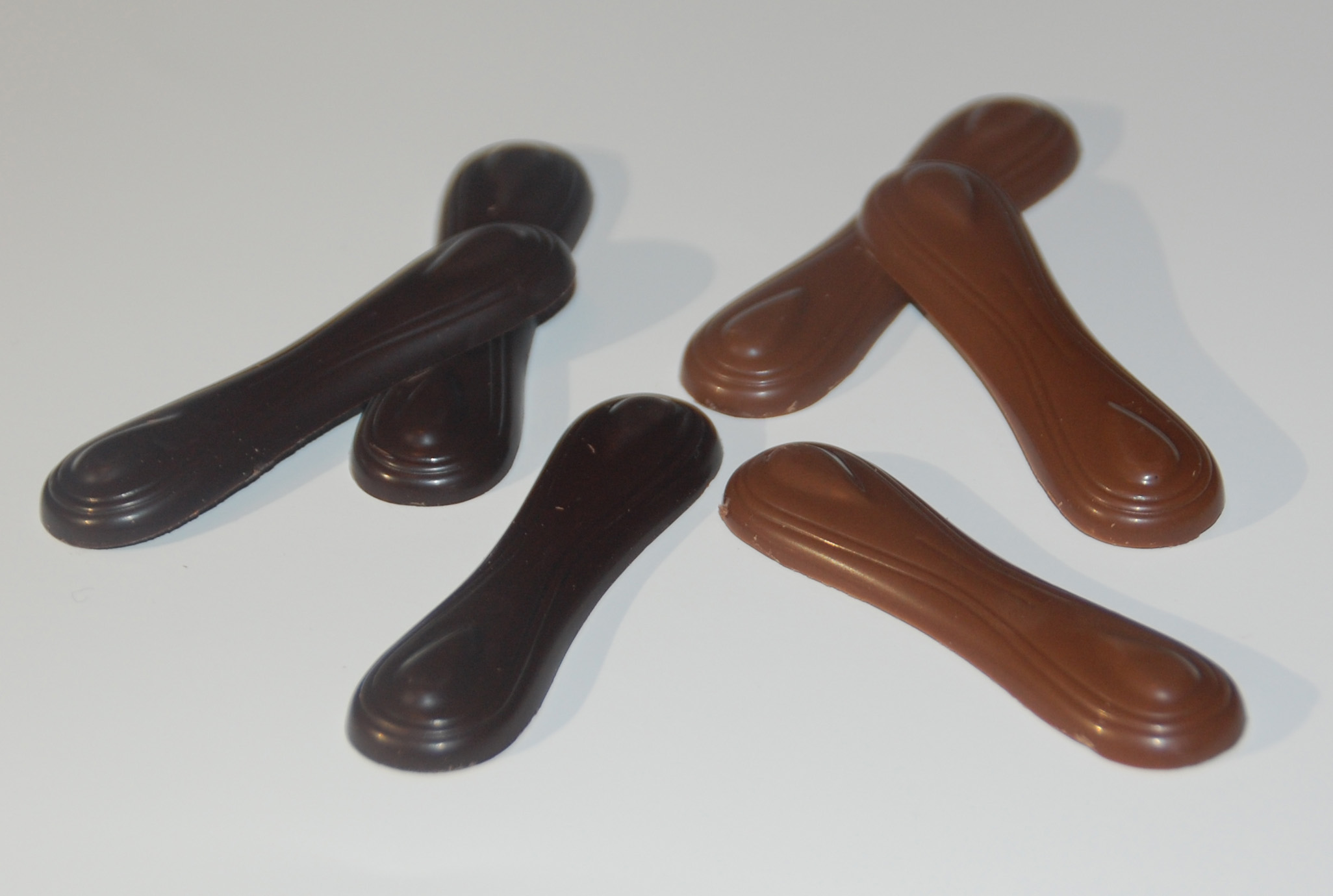
A Macskanyelv csokoládé 1892-től kezdve ismert volt számos európai országban

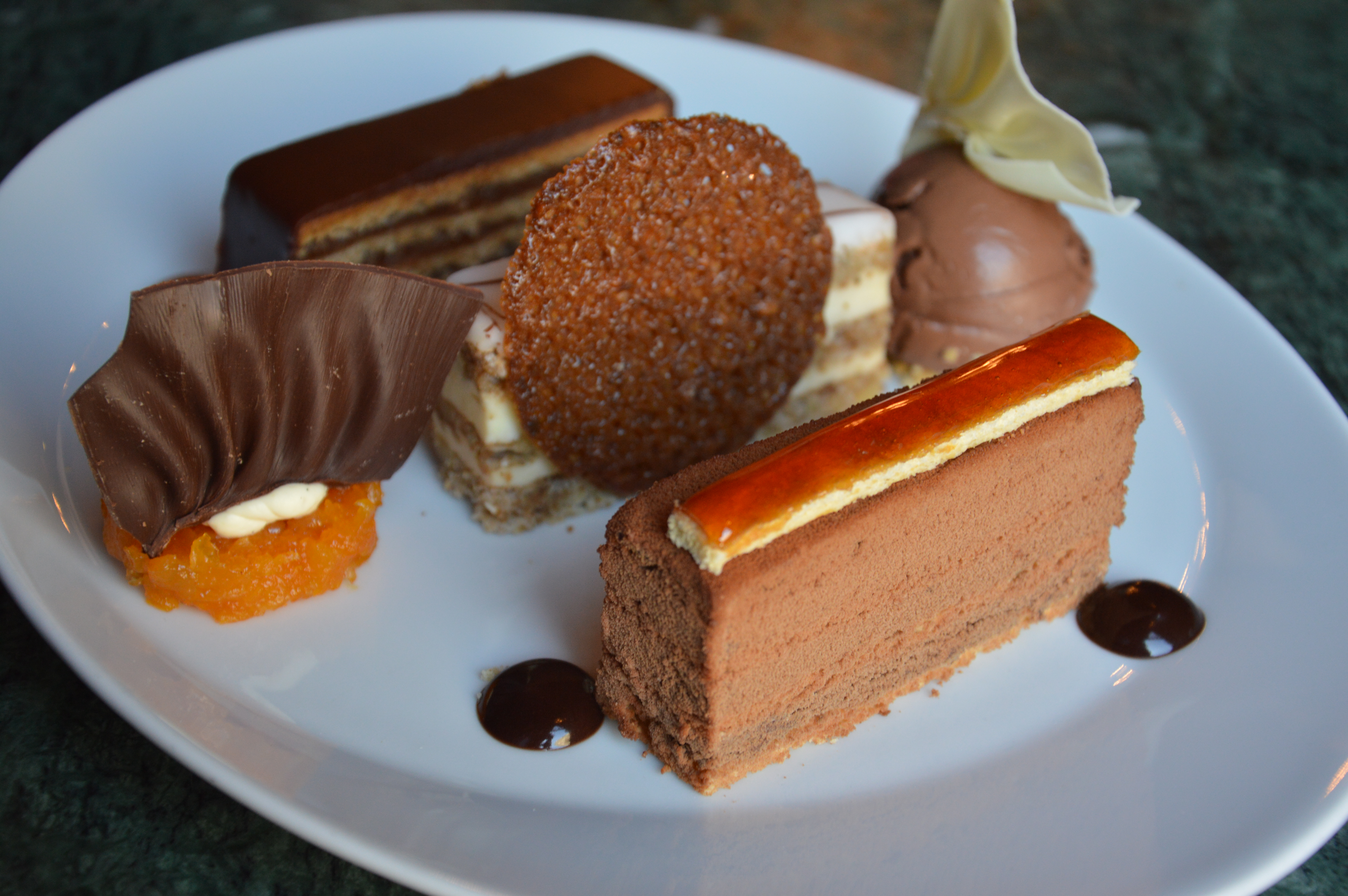
A mai Cafe Gerbeaud őrzi a hagyományokat, a Zserbó-szelettel, az Esterházy- és a Dobos-tortával

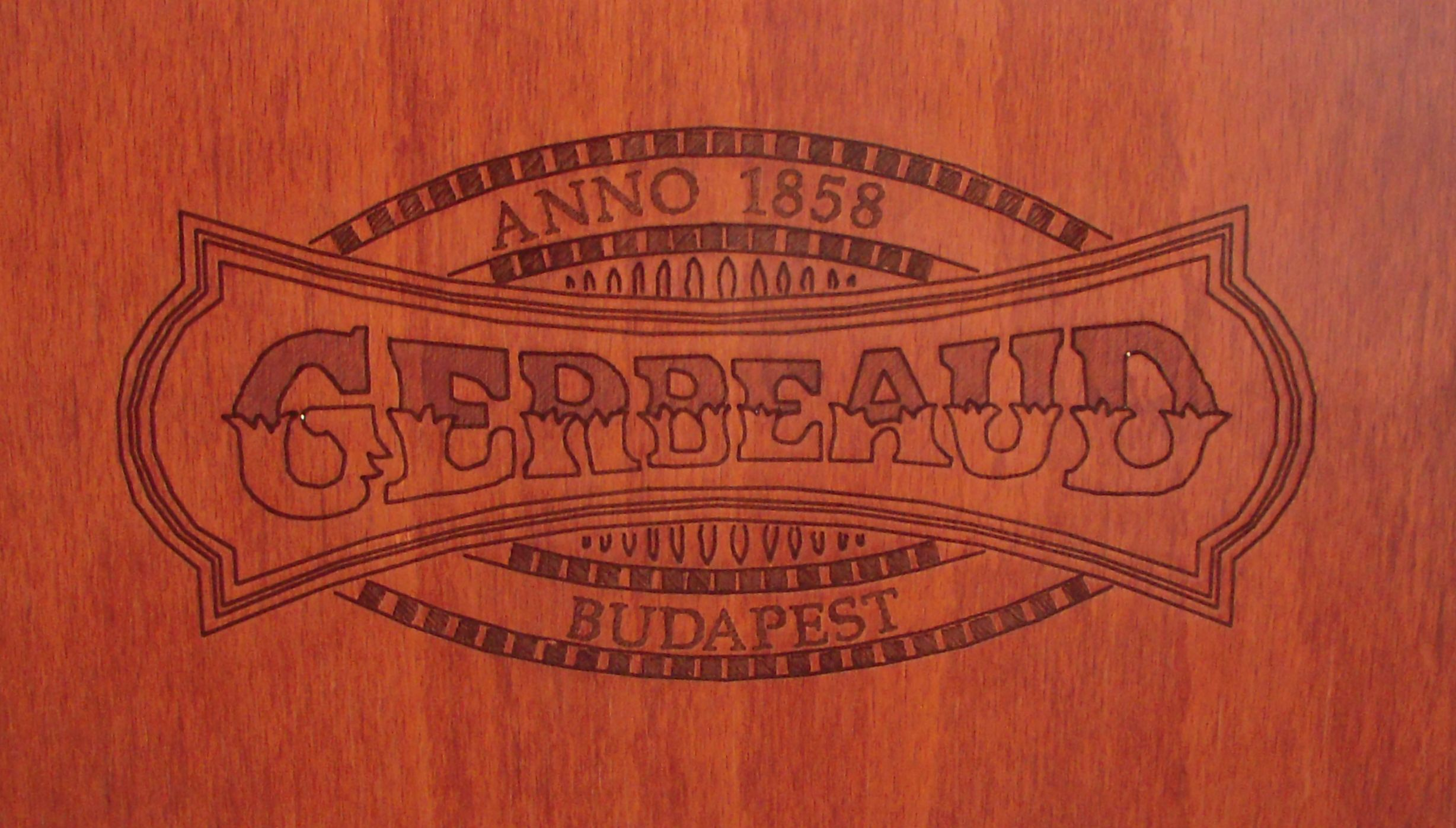
A mai Cafe Gerbeaud ábrás védjegye. Gerbeaud Emil a világszerte elterjedt konyakos meggyet, a csokoládédrazsét és a bonbonjait a maga tervezte, díszes védjegyével ellátott fadobozokban árusította

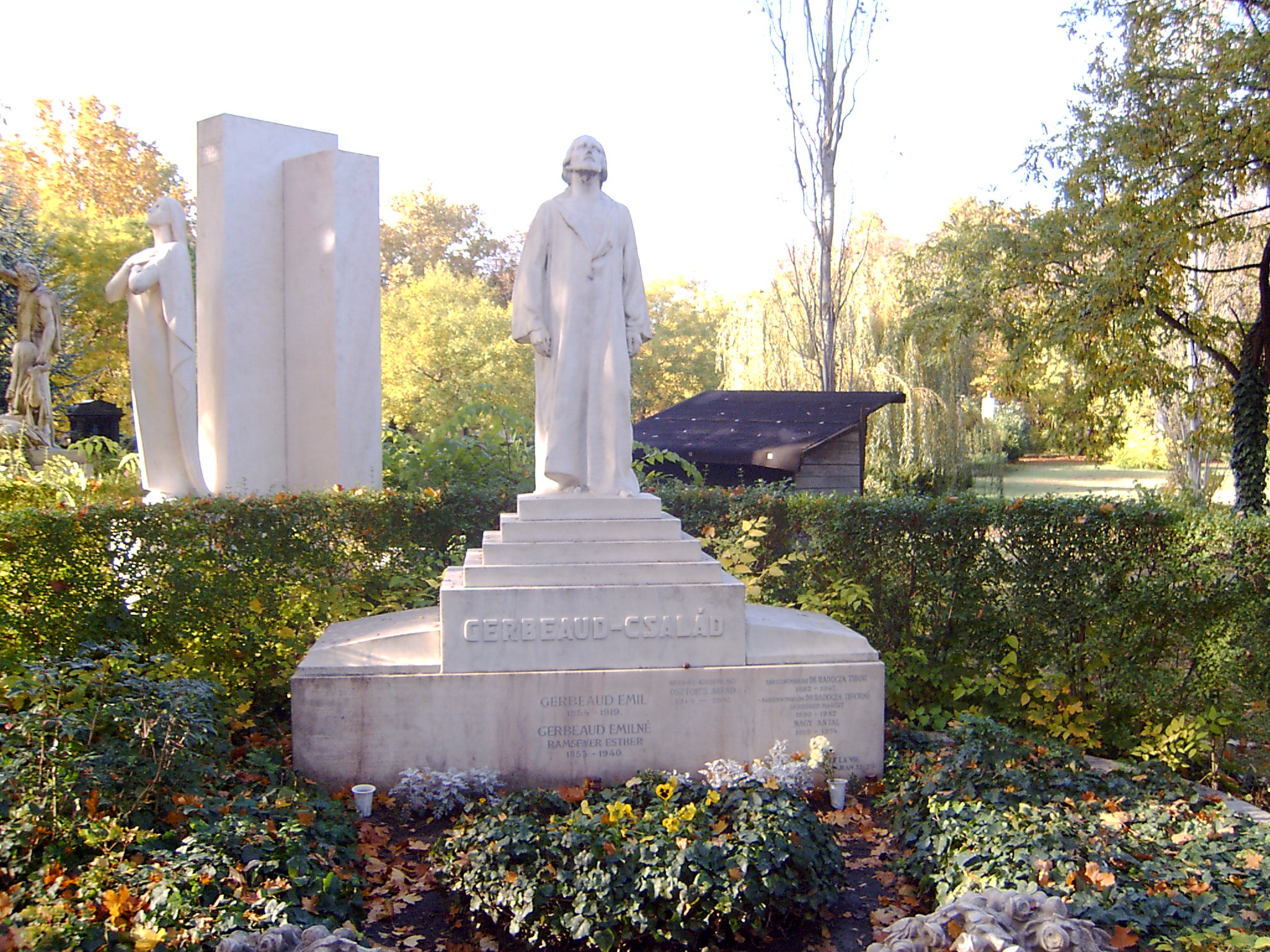
A Gerbeaud család síremléke a Fiumei úti sírkertben. 26/4-1-4

- A második világháborút követően a Vörösmarty téri cukrászdát 1948-ban államosították és csak 1984-ben vette vissza a Gerbeaud nevet. Ekkor került fel újra  régi helyére a »Gerbeaud« felirat a Gerbeaud-ház homlokzatára. A Vörösmarty is ápolta a hagyományokat és a cukrászmesterek generációról generációra adták át a szakmai tudást, így a népszerű „Zserbó” cukrászda megtartotta a világhírnevét.[14] és az alapítás éve óta senki nem vonta kétségbe szakmai elsőségét.[15]
- A cukrászda a Gerbeaud-házzal együtt – a privatizációt követően – 1995 óta magántulajdonban van.[16] A Hungar Hotels kezelésében lévő cukrászdát, a teljes ingatlant és a védjegyet is Erwin Müller német üzletember vásárolta meg, aki 1997-ben egy éven át tartó rekonstrukció során a legújabb technikai igényeknek megfelelően modernizálta és az egész épületet felújíttatta.[17][18][19] Folytatódhat a tradíció és az új cukrászati alkotások mellett a hagyományos Dobos-torta, Esterházy-torta és a Gerbeaud-szelet készítése és árusítása.[20]
- Napjainkban a Gerbeaud Cukrászda és Irodaház a Gerbaud cukrászdának és kávéháznak és a Gerbeaud-ház 3 emeletén exkluzív irodaterületnek ad helyet, amely az Immo-Müller Kft. tulajdonában van.[21]
- Sírja a Fiumei úti sírkertben áll. (26-1-4) A Krisztus-szobor Horvay János alkotása.